# Louise Brough
Althea Louise Brough-Clapp (Oklahoma City, 11 maart 1923 – Vista, 3 februari 2014) was een tennisspeelster uit de Verenigde Staten van Amerika.

## Loopbaan
Zij begon op dertienjarige leeftijd met tennissen en won vier jaar later (1940) het Amerikaanse juniorenkampioenschap, en in 1941 nogmaals. De volley en het aanvallende spel waren haar aangeboren.
Zij won zes grandslamtitels in het enkelspel (waarvan vier op Wimbledon).
In het vrouwendubbelspel won zij 21 grandslamtitels, waarvan twintig met landgenote Margaret Osborne-duPont. Negen maal op rij (1942–1950) wonnen zij samen de US Championships (de voorloper van het US Open). Dit is de langste ongebroken rij titels in de historie van alle grandslamtoernooien (enkel- of dubbelspel). De andere vrouwendubbelspeltitel won Brough in 1950 op het Australisch kampioenschap (waar Osborne-duPont nooit speelde), samen met landgenote Doris Hart.
In het gemengd dubbelspel won zij voorts nog acht grandslamtitels.
In de jaren 1946 tot en met 1957 nam Brough tienmaal deel aan het Amerikaanse Wightman Cup-team. Zij won daarbij al haar partijen, zowel in het enkelspel (12) als in het dubbelspel (10). In 1956 was zij captain van het team.
Zij stopte in 1957 met competitief tennis. Op 9 augustus 1958 trad zij in het huwelijk met tandarts Dr. Alan Townsend Clapp.
In 1967 werd zij opgenomen in de internationale Tennis Hall of Fame.
Brough-Clapp overleed op 90-jarige leeftijd in Californië.

## Grandslamtitels
| Toernooi        | Enkelspel       | Vrouwendubbelspel     | Gemengd dubbelspel |
| --------------- | --------------- | --------------------- | ------------------ |
| Australian Open | 1950            | 1950                  | –                  |
| Roland Garros   | –               | 1946, 1947, 1949      | –                  |
| Wimbledon       | 1948–1950, 1955 | 1946, 1948–1950, 1954 | 1946–1948, 1950    |
| US Open         | 1947            | 1942–1950, 1955–1957  | 1942, 1947–1949    |

## Resultaten grandslamtoernooien
| Legenda | Legenda                          |
| ------- | -------------------------------- |
| g.t.    | geen toernooi gehouden           |
| l.c.    | lagere categorie                 |
| –       | niet deelgenomen                 |
| G       | uitgeschakeld in de groepsfase   |
| 1R      | uitgeschakeld in de eerste ronde |
| 2R      | uitgeschakeld in de tweede ronde |
| 3R      | uitgeschakeld in de derde ronde  |
| 4R      | uitgeschakeld in de vierde ronde |
| KF      | uitgeschakeld in de kwartfinale  |
| HF      | uitgeschakeld in de halve finale |
| F       | de finale verloren               |
| W       | het toernooi gewonnen            |
| w-v     | winst/verlies-balans             |

### Aanvullende legenda
| ƒ  | toernooi slechts voor Fransen (gespeeld tijdens de Duitse bezetting)   |
| WR | winstratio (gewonnen toernooien ten opzichte van gespeelde toernooien) |
| †  | In 1946 en 1947 werd Roland Garros na Wimbledon gehouden.              |

### Enkelspel
| Toernooi        | 1939  | 1940  | 1941  | 1942  | 1943  | 1944  | 1945  | 1946† | 1947† | 1948  | 1949  | 1950  | 1951  | 1952  | 1953  | 1954  | 1955  | 1956  | 1957  | 1958  | 1959  | Carrière WR |
| --------------- | ----- | ----- | ----- | ----- | ----- | ----- | ----- | ----- | ----- | ----- | ----- | ----- | ----- | ----- | ----- | ----- | ----- | ----- | ----- | ----- | ----- | ----------- |
| Australian Open | –     | –     | g.t.  | g.t.  | g.t.  | g.t.  | g.t.  | –     | –     | –     | –     | W     | –     | –     | –     | –     | –     | –     | –     | –     | –     | 1 / 1       |
| Roland Garros   | –     | g.t.  | ƒ     | ƒ     | ƒ     | ƒ     | ƒ     | HF    | HF    | –     | 3R    | HF    | –     | –     | –     | –     | –     | –     | –     | –     | –     | 0 / 4       |
| Wimbledon       | –     | g.t.  | g.t.  | g.t.  | g.t.  | g.t.  | g.t.  | F     | HF    | W     | W     | W     | HF    | F     | –     | F     | W     | HF    | KF    | –     | –     | 4 / 11      |
| US Open         | 1R    | 1R    | 2R    | F     | F     | HF    | HF    | KF    | W     | F     | HF    | 3R    | –     | HF    | HF    | F     | 3R    | KF    | F     | KF    | KF    | 1 / 20      |
| WR              | 0 / 1 | 0 / 1 | 0 / 1 | 0 / 1 | 0 / 1 | 0 / 1 | 0 / 1 | 0 / 3 | 1 / 3 | 1 / 2 | 1 / 3 | 2 / 4 | 0 / 1 | 0 / 2 | 0 / 1 | 0 / 2 | 1 / 2 | 0 / 2 | 0 / 2 | 0 / 1 | 0 / 1 | 6 / 36      |

### Vrouwendubbelspel
| Toernooi        | 1939  | 1940  | 1941  | 1942  | 1943  | 1944  | 1945  | 1946† | 1947† | 1948  | 1949  | 1950  | 1951  | 1952  | 1953  | 1954  | 1955  | 1956  | 1957  | 1958  | 1959  | Carrière WR |
| --------------- | ----- | ----- | ----- | ----- | ----- | ----- | ----- | ----- | ----- | ----- | ----- | ----- | ----- | ----- | ----- | ----- | ----- | ----- | ----- | ----- | ----- | ----------- |
| Australian Open | –     | –     | g.t.  | g.t.  | g.t.  | g.t.  | g.t.  | –     | –     | –     | –     | W     | –     | –     | –     | –     | –     | –     | –     | –     | –     | 1 / 1       |
| Roland Garros   | –     | g.t.  | ƒ     | ƒ     | ƒ     | ƒ     | ƒ     | W     | W     | –     | W     | F     | –     | –     | –     | –     | –     | –     | –     | –     | –     | 3 / 4       |
| Wimbledon       | –     | g.t.  | g.t.  | g.t.  | g.t.  | g.t.  | g.t.  | W     | F     | W     | W     | W     | F     | F     | –     | W     | –     | HF    | –     | –     | –     | 5 / 9       |
| US Open         | –     | 2R    | KF    | W     | W     | W     | W     | W     | W     | W     | W     | W     | –     | F     | F     | F     | W     | W     | W     | –     | KF    | 12 / 18     |
| WR              | 0 / 0 | 0 / 1 | 0 / 1 | 1 / 1 | 1 / 1 | 1 / 1 | 1 / 1 | 3 / 3 | 2 / 3 | 2 / 2 | 3 / 3 | 3 / 4 | 0 / 1 | 0 / 2 | 0 / 1 | 1 / 2 | 1 / 1 | 1 / 2 | 1 / 1 | 0 / 0 | 0 / 1 | 21 / 32     |